# Yugurta (historieta)
Yugurta (en el francés original, Jugurtha) es una serie de historietas franco-belga creada en 1967 para la revista "Tintín". Escrita por Jean-Luc Vernal bajo el seudónimo de Laymilie, ha contado con los dibujos de Hermann (tomos 1 y 2), Franz (tomos 3 a 15) y Michel Suro (tomo 16) y el color de Gabrielle Horvath y Alain Sirvent. Se inspira en la vida del rey númida Yugurta, pero no tiene mucho rigor histórico.

## Sinopsis
El príncipe heredero Yugurta entra en conflicto con sus primos por la sucesión al trono. Es nombrado gobernador de una provincia del reino, bajo la tutela de Roma.

## Trayectoria editorial
Hermann dibujó los 2 primeros episodios de la serie entre 1967 y 1970, abandonándola para trabajar en Comanche.
Posteriormente ha sido recopilada en los siguientes álbumes:
1. Le Lionceau des sables (1975)
2. Le Casque celtibère (1975)
3. La Nuit des scorpions (1978)
4. L'Île de la Résurrection (1979)
5. La Guerre des 7 collines (1979)
6. Les Loups de la steppe (1980)
7. La Grande Muraille (1980)
8. Le Prince rouge (1981)
9. Le Grand Zèbre sorcier (1982)
10. Makounda (1983)
11. Le Feu des souvenirs (1983)
12. Les Gladiateurs de Marsia (1984)
13. Le Grand Ancêtre (1985)
14. Les Monts de la lune (1986)
15. La Pierre noire (1991)
16. La Fureur sombre (1995)